# Elatine paramoana
Elatine paramoana là một loài thực vật có hoa trong họ Elatinaceae. Loài này được Schmidt-M. & Bernal mô tả khoa học đầu tiên năm 1995.